# HKK Široki
HKK Široki je hrvatski košarkaški klub iz Širokog Brijega u Bosni i Hercegovini. Nastupa u ABA 2 i 1. BIH ligi. 

## Povijest
Utemeljen je 5. travnja 1974. godine na poticaj pokojnoga profesora tjelesnog odgoja Stanka Jelčića i skupine gimnazijalaca. Prve utakmice klub je odigrao pod imenom  KK Mladost na asfaltnom igralištu između znamenitih širokobrijeških zvonika i gimnazijske zgrade. Prvu utakmicu klub je odigrao sedam dana kasnije protiv Troglava u Livnu i ubrzo se uključio u redovito natjecanje, Drugu republičku košarkašku ligu BiH-skupina jug. S dosta uspjeha klub je u tom stupnju natjecanja igrao sve do 1989. godine kada je postao pobjednik južne skupine Druge republičke lige BiH i izborio kvalifikacije za ulazak u Prvu republičku ligu BiH, koje su održane u Maglaju. Košarkaši Mladosti bili su bolji od Radničkog iz Goražda i Troglava iz Livna i postali članovi Prve republičke lige BiH u kojoj su dvije sezone igrali vrlo zapaženu ulogu. Zbog ratnih prilika aktivnost u klubu je 1992. godine privremeno zaustavljena. No, samo dvije godine kasnije, košarka je ponovno oživjela u Širokom Brijegu. Klub je s novim imenom HKK Široki krenuo u natjecanje u okviru Košarkaškog saveza Herceg-Bosne. Malo-pomalo vraćao se na nekadašnje staze uspjeha i godine 1997./98. postao prvak Herceg-Bosne, a nakon toga i osvajač prvoga doigravanja za prvaka i pobjednika Kupa BiH. Veliki rezultati stigli su tek useljenjem kluba u novu modernu športsku dvoranu na Pecari. Klub je pod imenom HKK Široki Hercegtisak postao trostruki prvak BiH i trostruki pobjednik Kupa BiH uz zapažene nastupe na međunarodnim natjecanjima, a prije svega u regionalnoj Goodyear ligi, gdje su u sezoni 2001/02. bili peti, a 2002./03. deveti. Klub je sudjelovao i u prestižnim europskim klupskim natjecanjima, Kupu Raimonda Saporte, Kupu Radivoja Koraća, FIBA Champions kupu i FIBA Europe ligi. Sjajnom organizacijom, odličnim rezultatima i pravom športskom atmosferom u dvorani na Pecari HKK Široki Hercegtisak prerastao je okvire Širokog Brijega, Zapadnohercegovačke županije i Bosne i Hercegovine. Postao je jedan od najuspješnijih športskih klubova u državi i uzorni član europske košarkaške obitelji. 
Uz jaku seniorsku momčad klub ima i vlastiti omladinski pogon, čije sve selekcije bilježe također zapažene rezultate na domaćim i međunarodnim natjecanjima. 2014. su osvojili deveti Kup BiH, kad se to najmanje očekivalo od njih. Pobijedili su favorita Igokeu na završnom turniru u Trebinju. U polufinalu Igokea je lako pregazila Radnik iz Bijeljine 71:51, dok se Široki namučio s domaćim Leotarom i jedva pobijedio 75:72. U finalu je Široki pobijedio 77:76.

## Trofeji
- Prvenstvo Bosne i Hercegovine:  1998., 2002., 2003., 2004., 2007., 2009., 2010.,[1][2][3] 2011., 2012., 2019., 2021.
- Kup Bosne i Hercegovine: 1998., 2001., 2003., 2004., 2006., 2008., 2011., 2012., 2014.

## Bivši treneri
- Ivica Burić
- Boris Kurtović
- Tihomir Bujan
- Hrvoje Vlašić
- Danijel Jusup
- Josip Vranković
- Ivan Sunara
- Jakša Vulić
- Ivan Velić

## Vanjske poveznice
- Službena stranica

| ABA liga                                                                                    | ABA liga |
| ------------------------------------------------------------------------------------------- | --- |
|                                                                                             | |
| Nazivi: Goodyear liga (2001. – 2006.) · NLB liga (2006. – 2011.) · ABA liga (2011. – danas) | |
|                                                                                             | |
| Sudionici 2024./25.                                                                         | Igokea (Laktaši / Aleksandrovac) · Mornar (Bar) · Budućnost (Podgorica) · Studentski centar (Podgorica) · Split · Zadar · Cibona (Zagreb) · Cedevita Olimpija (Ljubljana) · Krka (Novo Mesto) · Crvena zvezda (Beograd) · FMP (Beograd) · Partizan (Beograd) · Mega (Beograd / Srijemska Mitrovica) · Borac (Čačak) · Spartak (Subotica) · Dubai |
|                                                                                             | |
| Bivši sudionici (2001. – 2024.)                                                             | Borac (Banja Luka) · Bosna (Sarajevo) · Široki (Široki Brijeg) · Sloboda (Tuzla) · Levski (Sofija) · Lovćen (Cetinje) · Sutjeska (Nikšić) · ČEZ (Nymburk) · Kvarner (Rijeka) · Šibenik · Cedevita (Zagreb) · Zagreb · Maccabi (Tel Aviv) · Szolnoki Olaj · Karpoš Sokoli (Skoplje) · MZT (Skoplje) · Helios (Domžale) · Laško · Olimpija (Ljubljana) · Slovan (Ljubljana) · Šentjur · Koper Primorska (Kopar) · FMP Železnik (Beograd) · Radnički (Kragujevac) · Vojvodina Srbijagas (Novi Sad) · Metalac (Valjevo) · Vršac |
|                                                                                             | |
| Sezone:                                                                                     | 2001./02. · 2002./03. · 2003./04. · 2004./05. · 2005./06. · 2006./07. · 2007./08. · 2008./09. · 2009./10. · 2010./11. · 2011./12. · 2012./13. · 2013./14. · 2014./15. · 2015./16. · 2016./17. · 2017./18. · 2018./19. · 2019./20. · 2020./21. · 2021./22. · 2022./23. · 2023./24. · 2024./25. · |
|                                                                                             | |
| Prvaci:                                                                                     | Partizan (7) · Crvena zvezda (7) · FMP Železnik (2) · Olimpija (1) · Zadar (1) · Vršac (1) · Maccabi (1) · Cibona (1) · Budućnost (1) |
|                                                                                             | |
| Doprvaci:                                                                                   | Cedevita (4) · Partizan (4) · Cibona (3) · Crvena zvezda (3) · Budućnost (2) Krka (1) · Maccabi (1) · FMP Železnik (1) · Vršac (1) · Olimpija (1) · Mega (1) · |
|                                                                                             | |
| Prvaci regularne sezone:                                                                    | Crvena zvezda (6) · Partizan (4) · Cibona (2) · Olimpija (1) · Vršac (1) · FMP Železnik (1) · Maccabi (1) · Igokea (1) · Budućnost (1) |
|                                                                                             | |
| ostala natjecanja                                                                           | Druga ABA liga · Superkup ABA lige |

| ABA liga                                                                                    | ABA liga |
| ------------------------------------------------------------------------------------------- | --- |
|                                                                                             | |
| Nazivi: Goodyear liga (2001. – 2006.) · NLB liga (2006. – 2011.) · ABA liga (2011. – danas) | |
|                                                                                             | |
| Sudionici 2024./25.                                                                         | Igokea (Laktaši / Aleksandrovac) · Mornar (Bar) · Budućnost (Podgorica) · Studentski centar (Podgorica) · Split · Zadar · Cibona (Zagreb) · Cedevita Olimpija (Ljubljana) · Krka (Novo Mesto) · Crvena zvezda (Beograd) · FMP (Beograd) · Partizan (Beograd) · Mega (Beograd / Srijemska Mitrovica) · Borac (Čačak) · Spartak (Subotica) · Dubai |
|                                                                                             | |
| Bivši sudionici (2001. – 2024.)                                                             | Borac (Banja Luka) · Bosna (Sarajevo) · Široki (Široki Brijeg) · Sloboda (Tuzla) · Levski (Sofija) · Lovćen (Cetinje) · Sutjeska (Nikšić) · ČEZ (Nymburk) · Kvarner (Rijeka) · Šibenik · Cedevita (Zagreb) · Zagreb · Maccabi (Tel Aviv) · Szolnoki Olaj · Karpoš Sokoli (Skoplje) · MZT (Skoplje) · Helios (Domžale) · Laško · Olimpija (Ljubljana) · Slovan (Ljubljana) · Šentjur · Koper Primorska (Kopar) · FMP Železnik (Beograd) · Radnički (Kragujevac) · Vojvodina Srbijagas (Novi Sad) · Metalac (Valjevo) · Vršac |
|                                                                                             | |
| Sezone:                                                                                     | 2001./02. · 2002./03. · 2003./04. · 2004./05. · 2005./06. · 2006./07. · 2007./08. · 2008./09. · 2009./10. · 2010./11. · 2011./12. · 2012./13. · 2013./14. · 2014./15. · 2015./16. · 2016./17. · 2017./18. · 2018./19. · 2019./20. · 2020./21. · 2021./22. · 2022./23. · 2023./24. · 2024./25. · |
|                                                                                             | |
| Prvaci:                                                                                     | Partizan (7) · Crvena zvezda (7) · FMP Železnik (2) · Olimpija (1) · Zadar (1) · Vršac (1) · Maccabi (1) · Cibona (1) · Budućnost (1) |
|                                                                                             | |
| Doprvaci:                                                                                   | Cedevita (4) · Partizan (4) · Cibona (3) · Crvena zvezda (3) · Budućnost (2) Krka (1) · Maccabi (1) · FMP Železnik (1) · Vršac (1) · Olimpija (1) · Mega (1) · |
|                                                                                             | |
| Prvaci regularne sezone:                                                                    | Crvena zvezda (6) · Partizan (4) · Cibona (2) · Olimpija (1) · Vršac (1) · FMP Železnik (1) · Maccabi (1) · Igokea (1) · Budućnost (1) |
|                                                                                             | |
| ostala natjecanja                                                                           | Druga ABA liga · Superkup ABA lige |